# Ram Chandra Poudel
Ram Chandra Paudel (em nepali:  राम चन्द्र पौडेल; Tanahun, 15 de outubro de 1944) é um político nepalês e atual Presidente do Nepal. Foi eleito Presidente pelos legisladores federais e provinciais com 33.802 votos contra 15.518 votos de Subas Nembang em 9 de março, e assumiu o cargo no dia 13 de março de 2023. É filiado ao partido político Congresso Nepalês.